# Beta-carbolina
La β-carbolina (9H-pirido[3,4-b]indol) es una amina orgánica, prototipo de un grupo de compuestos conocidos como  β-carbolinas.

## Síntesis
La Reacción de Pictet-Spengler es una reacción de cierre de un anillo piperidínico fusionado a un sistema aromático a partir de una β-indoletilamina, la cual experimenta el cierre de anillo después de que condensa con un aldehído o cetona. Normalmente procede con catálisis ácida y se calienta a reflujo la mezcla de reacción , aunque algunos compuestos reactivos dan buenos rendimientos incluso bajo condiciones fisiológicas. La reacción de Pictect-Spengler consiste en dos reacciones consecutivas: una reacción de Schiff entre el compuesto carbonílico y la amina, y una reacción de Mannich, combinada con una sustitución electrofílica aromática. El producto de la reacción de Pictect-Spengler de la triptamina es una 1-alquil-β-carbolina.

## Abundancia en la naturaleza
La β-carbolina es un alcaloide encontrado en diversas plantas, tales como Chrysophyllum lacourtianum, Catharanthus roseus, Lolium perenne, Strychnos johnsonii, Strychnos potatorum, y Lolium arundinaceum. También lo producen bacterias de los géneros Nocardia y Streptomyces así como la ascidia neozelandesa Ritterella sigillinoides y el dinoflagelado Noctiluca miliaris. Es asimismo un componente traza del tabaco. Por otro lado, en tunicados se han aislado β-carbolinas simples y sustituidas en 1, tales como las eudistominas.
- β-carbolínas simples: Se forman por condensación con formaldehído, piruvato, acetaldehído, etc. Ejemplos:β--Carbolina, Harmano, eleagnina, harmina, harmalina, Pseudofrinaminas A, 5-Bromo-6-hidroxi-β-carbolina, pseudofrinaminol, perlolirina, borrerina, eudistominas, cantin-6-ona, infractinas, flazina, cantinonas.

- Eudistominas: Grupo de alcaloides que condensan con cisteína aislados de tunicados:
- Carbolinas fusionadas con antranilato: Evodiamina

|             |         |               |            |
| β-Carbolina | Harmina | Eudistomina C | Evodiamina |

- Infractopicrinas: Alcaloides pentacíclicos aislados de Cortinarius infracta.

|                  |
| Infractopicrina: |

- Alcaloides indólicos de Nitraria: Se forman por la condensación de un anillo hidrolizado de piperideina proveniente de la lisina (Alcaloides β-carbolinmonopiperideínicos) o con dos unidades de piperideina (Alcaloides β-carbolindipiperideínicos). Ejemplos de estos alcaloides son la nazlinina, schobericina, komaroidina, las komavinas, nitrarina, nitramidina, nitraricina, nitrarizina, tangutorina, nitraraína, komarovina, komarovicina, komaroína, komarovidina, isokomarovina, nitramarina

- Alcaloides estrictosidínicos: Estrictosidina

Y sus derivados, muchos de los cuales conservan la estructura beta-carbolínica:
- Alcaloides indoloquinolizidínicos: Angustina, Deplancheína

|                      |
| Angustina(alcaloide) |

## Farmacología
Los alcaloides β-carbolinas están extendidos en plantas y animales, y frecuentemente actúan como inhibidores de la monoaminooxidasa (IMAO). Como componentes de las lianas Banisteriopsis caapi, las β-carbolinas harmina, harmalina, y tetrahidroharmina juegan un papel fundamental en la farmacología bebida sacramental indígena Ayahuasca al inhibir la monoaminooxidasa (MAO), lo que impide la degradación de dimetiltriptamina en el intestino; de este modo, la Ayahuasca resulta psicoactiva en la administración oral. Algunas β-carbolinas, notablemente triptolina y pinolina, se forman naturalmente en el cuerpo humano. La segunda está implicada, junto con la melatonina, en la función reguladora de la glándula pineal sobre el ciclo de sueño y vigilia.[cita requerida] Las β-carbolinas pueden unirse a los receptores cerebrales de benzodiazepinas  e inducir efectos agonistas inversos (ansiógenos).[cita requerida]

## Derivados
Las β-carbolinas pueden ser sintetizadas por el método de Bischler-Napieralski.
La normelinonina F es la sal cuaternaria de amonio (N2-metil-β-carbolina). CAS: 17994-14-8. C12H11N21+. PM: 183.232. Se aisló de Strychnos usambarensis (Strychnaceae).
La 9-acetil-3,4-dihidro-β-carbolina se aisló de las raíces de Adhatoda vasica (Acanthaceae). CAS: 76528-83-1.
C13H12N2O. PM: 212.251. PM = 165 - 166 °C.

## Reacciones
La síntesis de triptamina de Abramovitch-Shapiro es una reacción orgánica para la síntesis de triptaminas a partir de β-Carbolina